# Feegletsjer
De Feegletsjer (Duits: FeeGletscher) is een 4,7 km lange gletsjer (2005) die gesitueerd is in de Walliser Alpen in het kanton Wallis, Zwitserland. In 1973 had de gletsjer een lengte van 5,0 km en een oppervlakte van 7,5 km2. De gletsjer ligt ten oosten van de Mischabelgroep, tussen de top van de Dom in het noorden en de Allalinhorn in het zuiden.
De gletsjer is gemakkelijk bereikbaar via de Mittelallalin-kabelbaan en wordt gebruikt als skigebied.
Albignagletsjer · Aletschgletsjer · Allalingletsjer · Corbassièregletsjer · Feegletsjer · Ferpèclegletsjer · Fieschergletsjer · Findelgletsjer · Gauligletsjer · Gornergletsjer · Hoge Grindelwaldgletsjer · Hüfigletsjer · Kanderfirn · Lage Grindelwaldgletsjer · Langgletsjer · Limmernfirn · Mont-Miné-Gletsjer · Morteratschgletsjer · Oberaletschgletsjer · Otemmagletsjer · Paradiesgletsjer · Plaine Morte-gletsjer · Rhônegletsjer · Saleinagletsjer · Triftgletsjer · Unteraargletsjer · Zinalgletsjer · Zmuttgletsjer